# Griffinia (planten)
Griffinia is een geslacht uit de narcisfamilie (Amaryllidaceae). De soorten komen voor in Brazilië.

## Soorten
- Griffinia alba K.D.Preuss & Meerow
- Griffinia albolineata Campos-Rocha
- Griffinia angustifolia Campos-Rocha, Dutilh & Semir
- Griffinia aracensis Ravenna
- Griffinia arifolia Ravenna
- Griffinia capixabae Campos-Rocha & Dutilh
- Griffinia colatinensis Ravenna
- Griffinia concinna (Mart. ex Schult. & Schult.f.) Ravenna
- Griffinia espiritensis Ravenna
- Griffinia gardneriana (Herb.) Ravenna
- Griffinia hyacinthina (Ker Gawl.) Ker Gawl.
- Griffinia ilheusiana Ravenna
- Griffinia intermedia Lindl.
- Griffinia itambensis Ravenna
- Griffinia liboniana É.Morren
- Griffinia meerowiana Campos-Rocha & M.Peixoto
- Griffinia mucurina Ravenna
- Griffinia nocturna Ravenna
- Griffinia ornata T.Moore
- Griffinia parviflora Ker Gawl.
- Griffinia paubrasilica Ravenna
- Griffinia rochae G.M.Morel
- Griffinia rostrata Ravenna

... · 
Acis · 
Amaryllis · 
Boophone · 
Clivia · 
Crinum (Haaklelie) · 
Galanthus (Sneeuwklokje) · 
Hippeastrum · 
Hymenocallis · 
Leucojum (Narcisklokje) · 
Narcissus (Narcis) · 
Pancratium · 
Scadoxus · 
Sprekelia · 
Sternbergia · 
...